# Arend Roodenburg
Arend Roodenburg (Den Haag, 29 januari 1804 - aldaar, 14 januari 1884) was een Nederlands architect. Hij ontwierp verschillende classicistische gebouwen. Voorbeelden van gebouwen die hij heeft ontworpen zijn twee waterstaatskerken: de Hoflaankerk in Rotterdam en Hodenpijl in Schipluiden. Hij ontwierp ook een stadspaleis in Den Haag dat nu in gebruik is als Hotel des Indes.
Naast zijn werkzaamheden als architect, was Roodenburg hoofddocent op de afdeling bouwkunde van de Koninklijke Academie voor Beeldende Kunsten in Den Haag.

## Enkele gebouwen

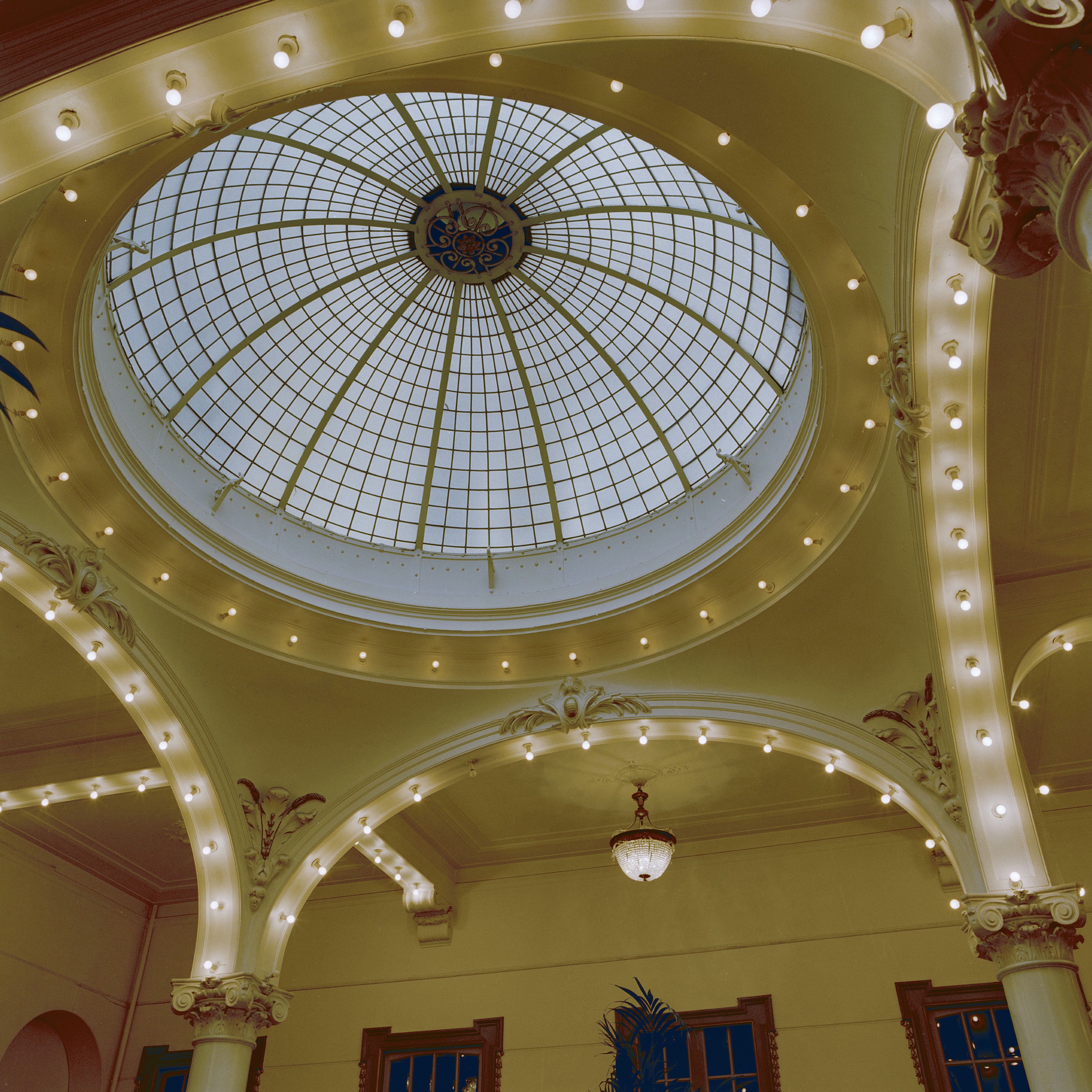
Hotel Des Indes (Den Haag)
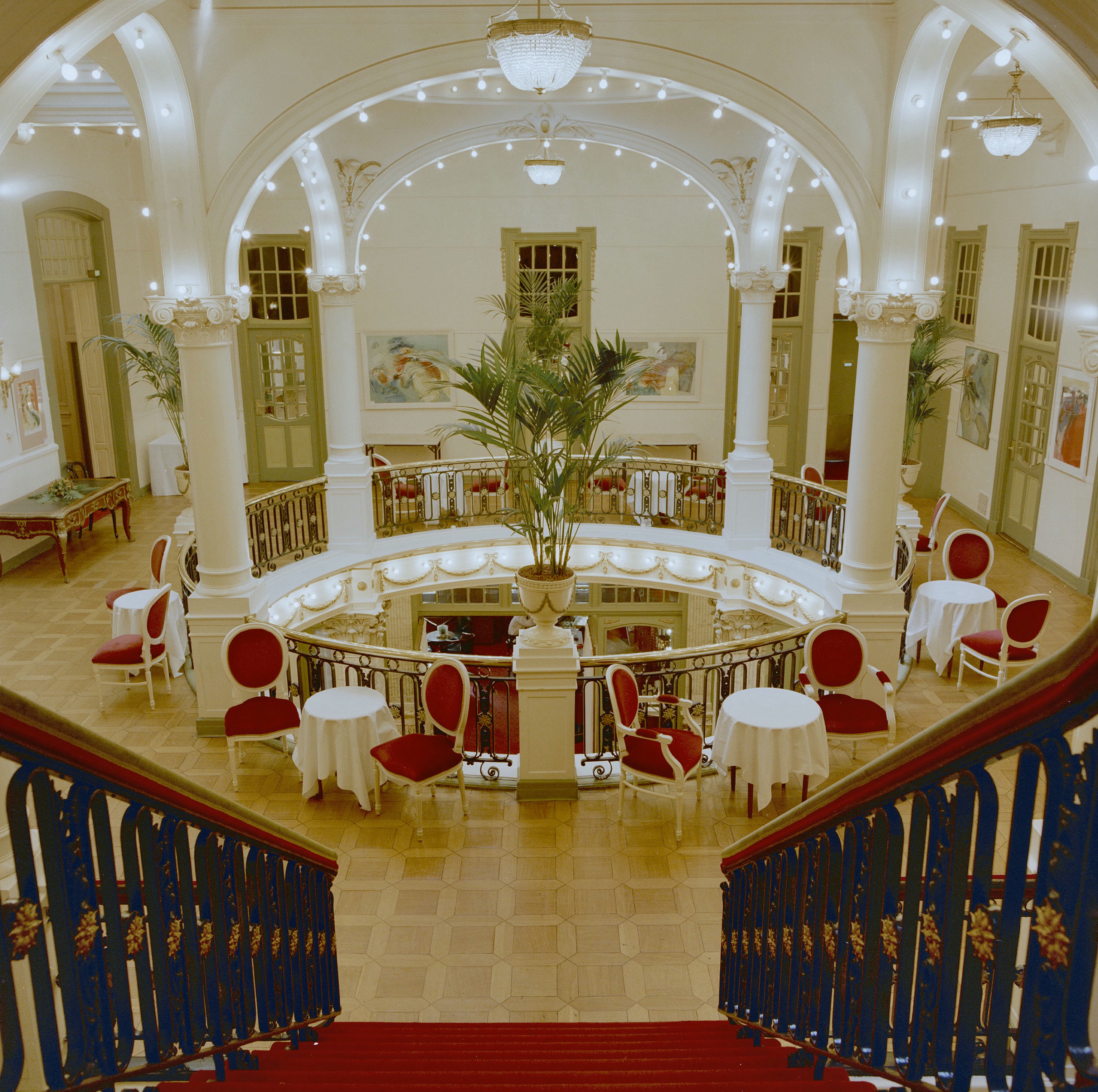
Hotel Des Indes (Den Haag)
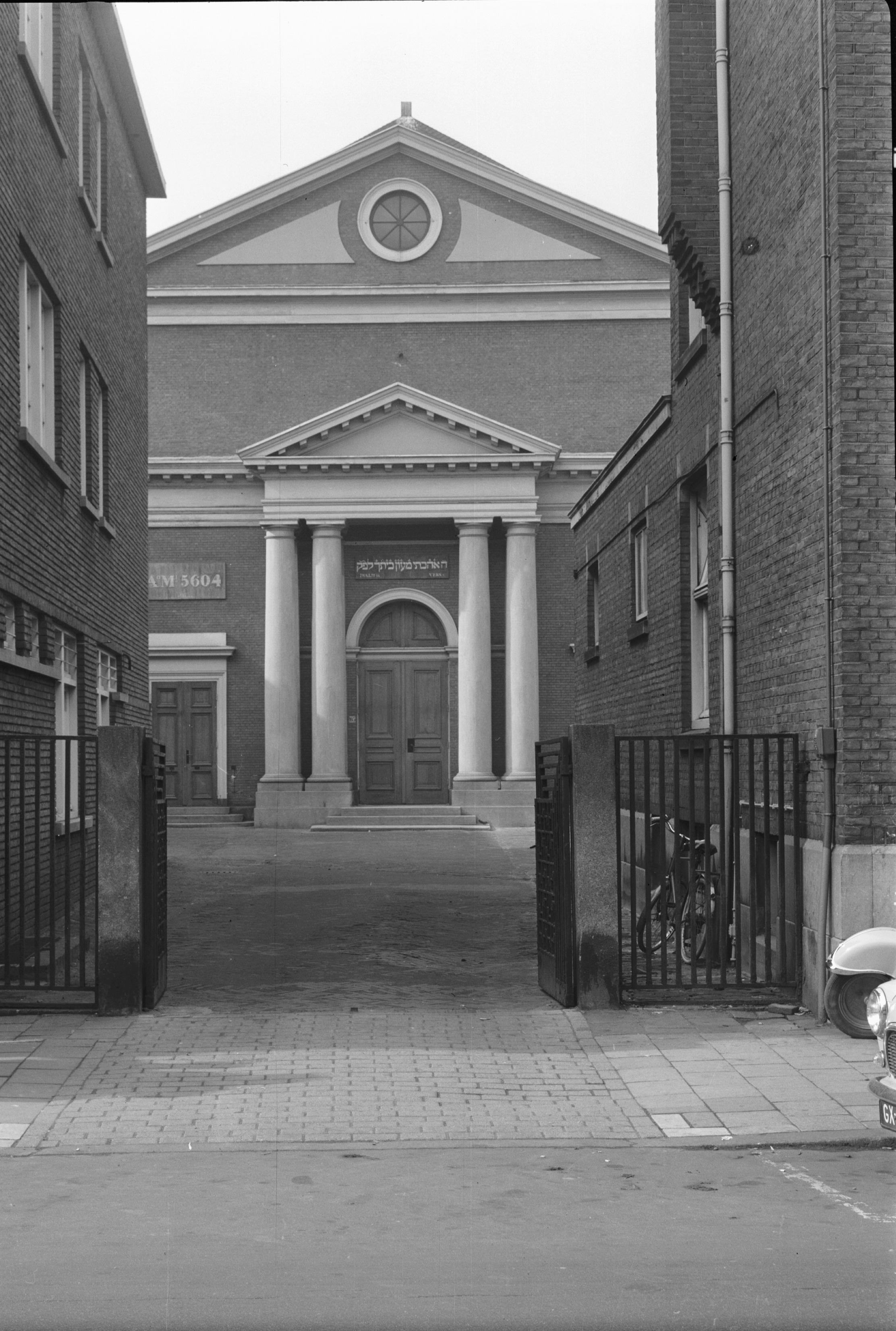
Synagoge (Den Haag)
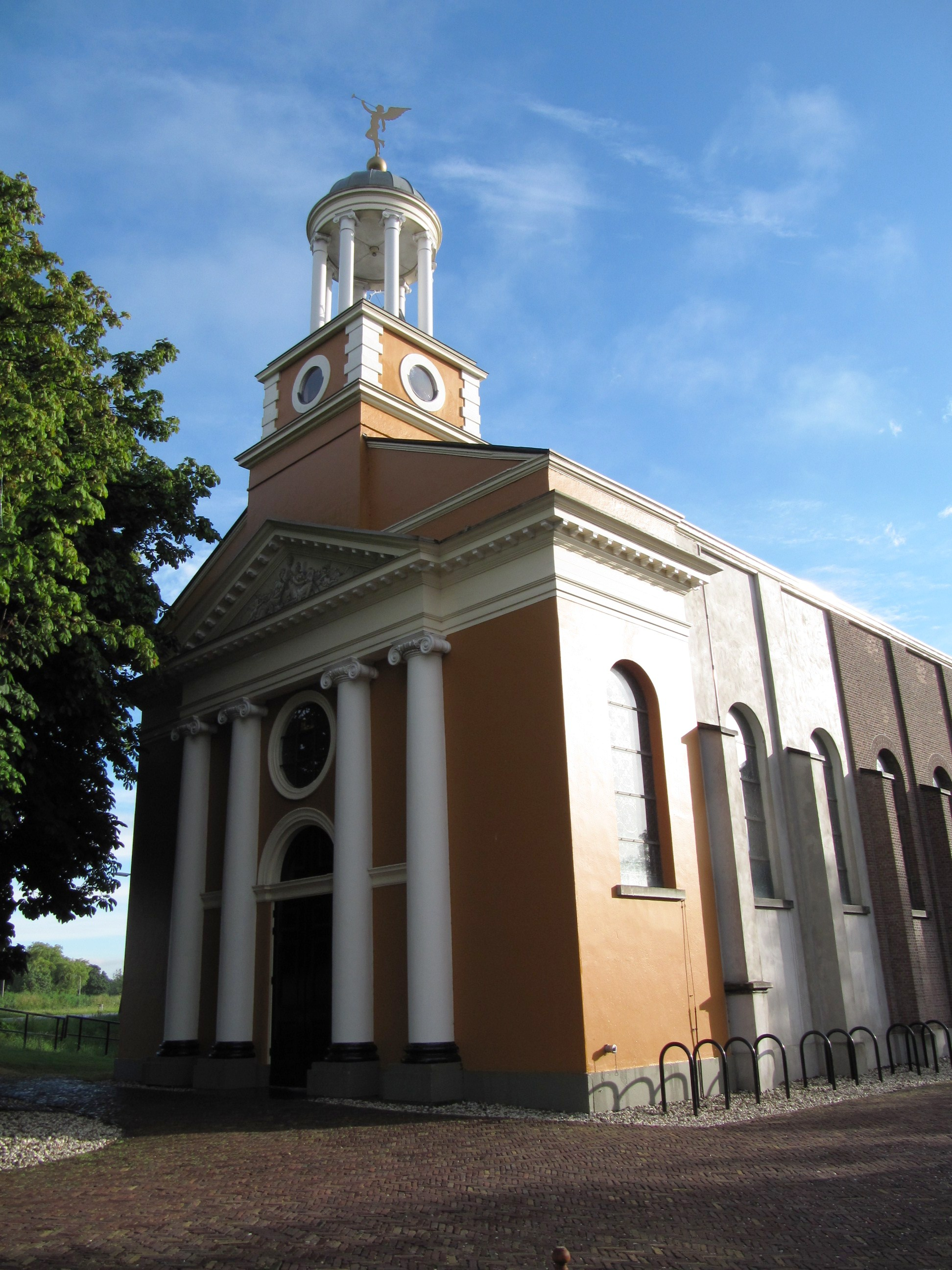
Op Hodenpijl (Schipluiden)
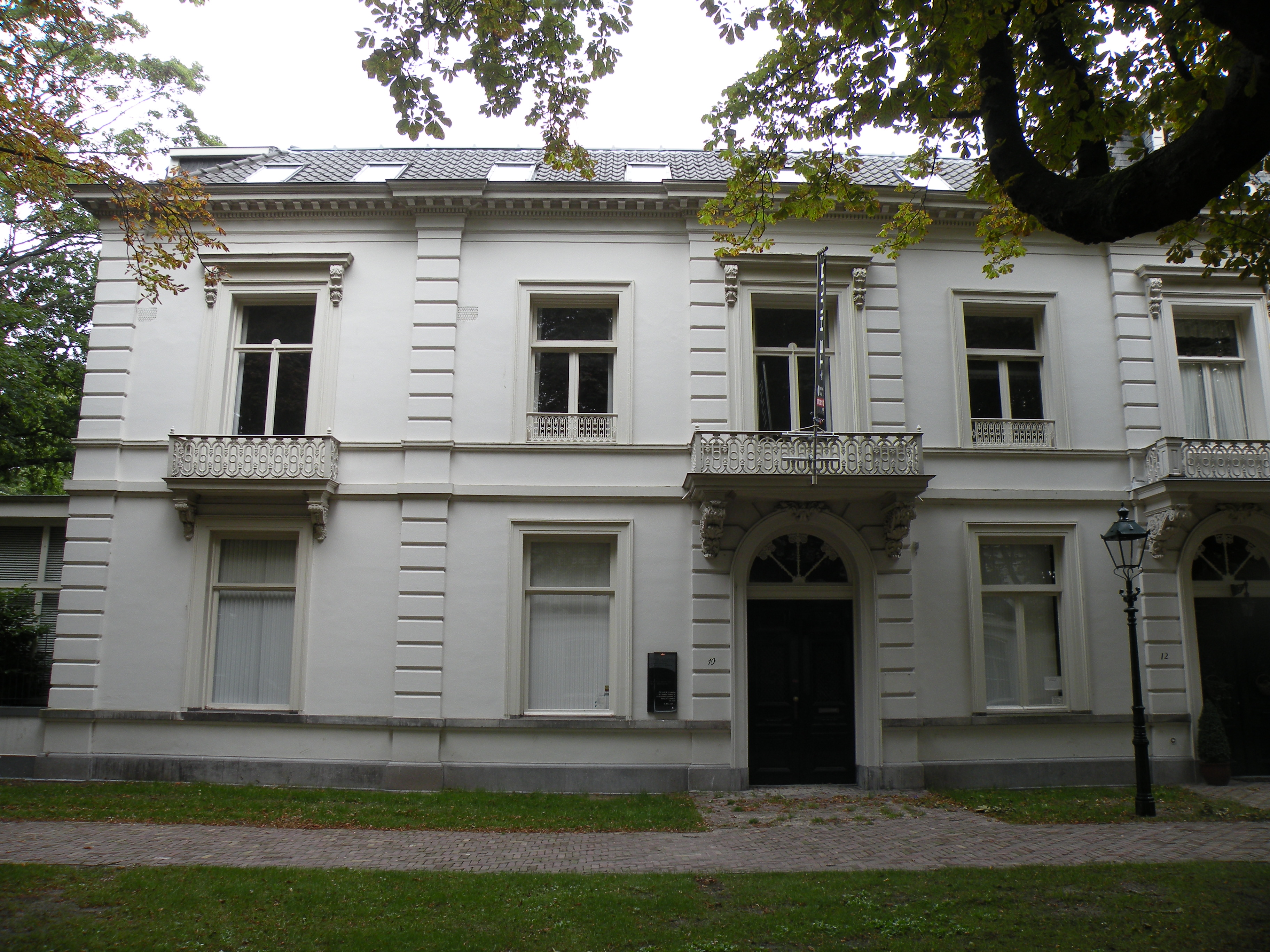
Sophiahof (Den Haag)
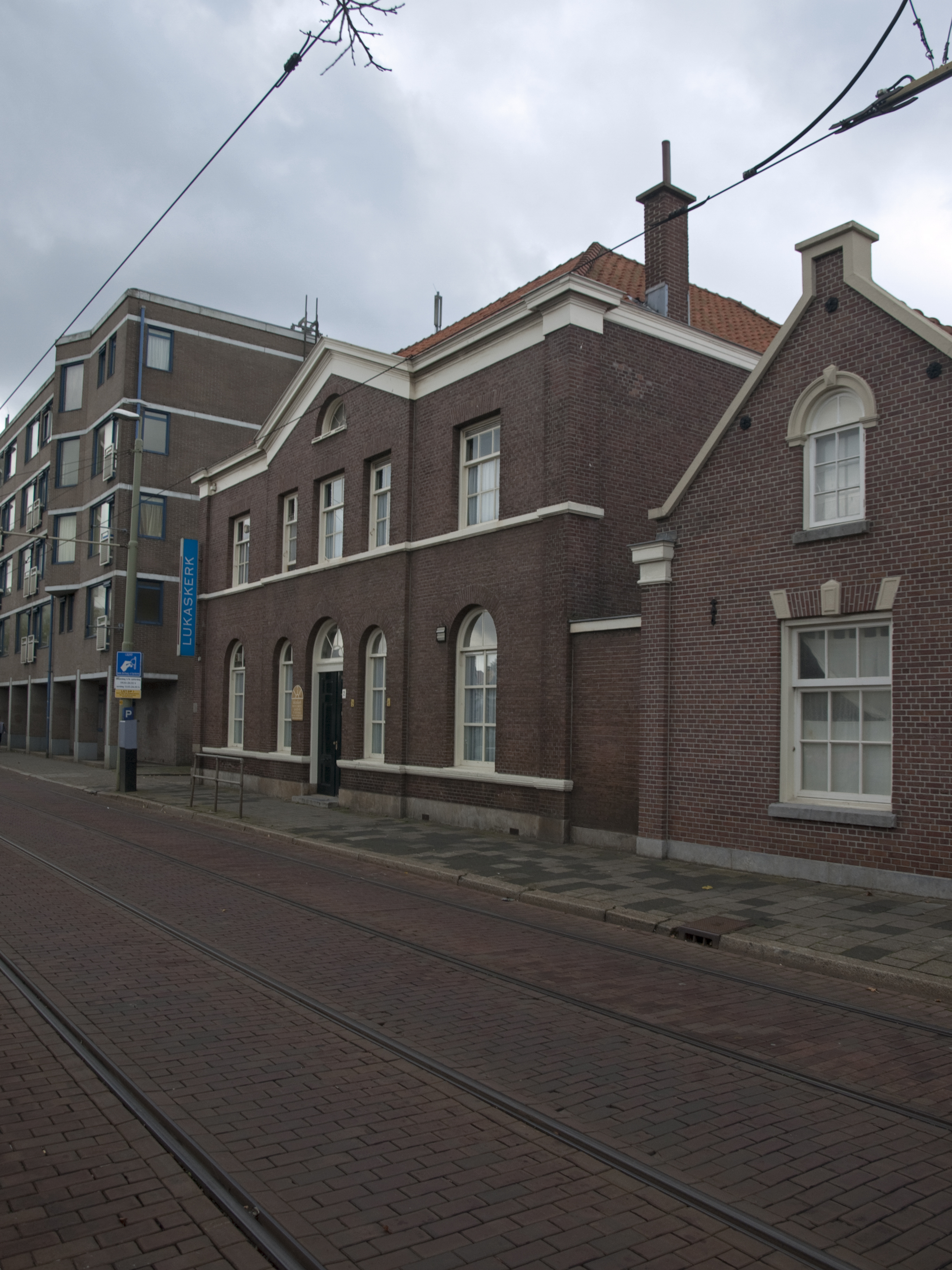
Diaconale bakkerij met bergplaats voor granen en woonhuis (Den Haag, 1855-64)
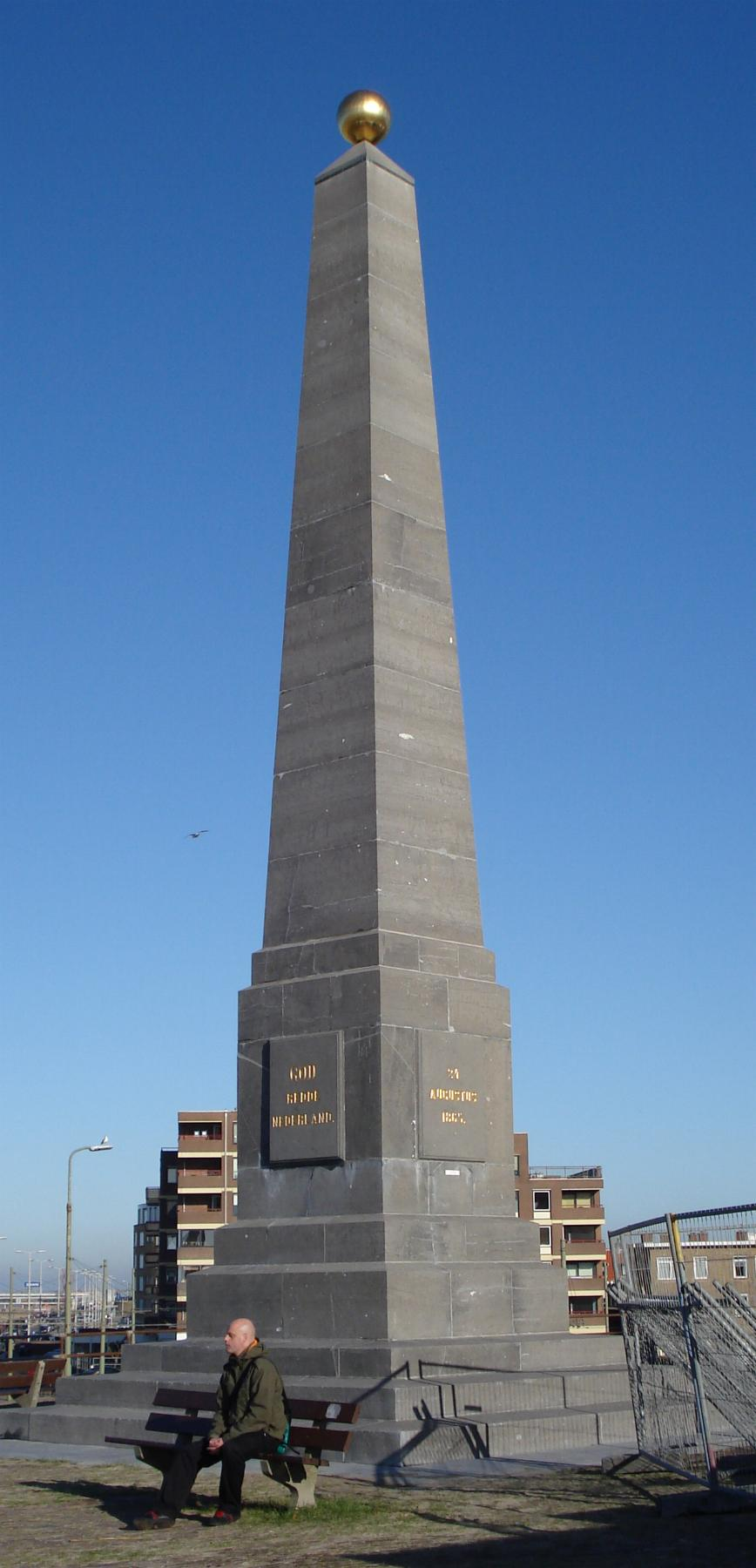
Gedenknaald Scheveningen (1865)